# Queen Adran
La reina Adran es la reina de la raza Adranika, una raza ficticia en Darna creada por el escritor cómico filipino Mars Ravelo.

## Descripción del personaje
La reina Adran (otro anagrama de Darna) fue la reina benévola de la raza que habita en la superficie llamada "Adranika" en el planeta Marte. Su rival, la reina Braguda (de la raza "Anomalka" que habita bajo tierra) era su antigua amiga hasta que Braguda prometió conquistar algún día el planeta Tierra y el resto del universo.
Para frustrar el plan de Braguda, Adran robó la piedra blanca mágica del poder de Braguda. Sin la piedra blanca, Braguda no podría conquistar el resto del universo. Para ayudar a evitar que Braguda la reclame, la reina Adran envió a su confidente Aio al planeta Tierra para encontrar un anfitrión digno para el poder de la piedra blanca. Justo después de que Aio deja el Planeta Marte hacia la Tierra, Marte es destruido junto con la Reina Adran.